# Gentlemen Marry Brunettes
Gentleman Marry Brunettes (Os homens se casam com as morenas BRA  ou Eles preferem as morenas POR) é um filme romântico technicolor musical de comédia de 1955 produzido pela Russ-Field Productions, estrelando Jane Russel e Jeanne Crain, e lançado pela United Artists. Foi dirigido por Richard Sale e produzido pelo mesmo e Bob Waterfield (marido de Jane Russel) com Robert Bassler como produtor executivo, do roteiro escrito por Mary Loos e Sale, baseado na novela But Gentlemen Marry Brunettes por Anita Loos.
Anita Loos também foi autora de Gentlemen Prefer Blondes, o qual tornou-se um filme de sucesso com Jane Russell e Marilyn Monroe dois anos antes. O estúdio tentou repetir a fórmula, com Russel novamente porém com Jeanne Crain substituindo Monroe (ambas interpretaram personagens diferentes). Também aparecem Alan Young (mais tarde, a estrela de televisão Mister Ed), Scott Brady (irmão de Lawrence Tierney), e Rudy Valle. Este filme não obteve o mesmo sucesso que o anterior.
Coreografia por Jack Cole, o qual também contribuiu no filme Gentlemen Prefer Blondes. O conjunto de dança inclui a jovem Gwen Verdon.
Anita Loos intitulou seu livro como But Gentleman Marry Brunettes, mas o estúdio excluiu a primeira palavra do título para o filme.

## Sinopse
Bonnie e Connie Jones, morenas, são irmãs showgirls da Broadway. Cansadas de Nova York assim como não conseguirem chegar a lugar nenhum, as irmãs abandonam Broadway e viajam para Paris com objetivo de se tornarem famosas e encontrarem seus verdadeiros amores.

## Elenco
- Jane Russell como Bonnie Jones / Mimi Jones
- Jeanne Crain como Connie Jones / Mitzi Jones (voz cantando dublada por Anita Ellis)
- Alan Young como Charlie Biddle / Mrs. Biddle / Mr. Henry Biddle
- Scott Brady como David Action (voz cantando dublado por Robert Farnon)
- Rudy Vallee como Ele mesmo
- Guy Middleton como Conde de Wickenwave
- Eric Pohlmann como M. Ballard
- Robert Favart como gerente do hotel
- Guido Lorraine como M. Marcel
- Ferdy Mayne como M. Dufond